# آرشین مال آلان (فیلم ۱۹۱۷)
آرشین مال آلان (به ترکی آذربایجانی: Arşın Mal Alan) (به معنای پارچه‌فروش) یک فیلم صامت آذربایجانی است که در سال ۱۹۱۷ توسط بوریس سولتوف بر پایهٔ اپرای آرشین مال آلان نوشتهٔ اوزیر حاجی‌بیف ساخته‌شده‌است. در این نسخه حسین‌قلی سارابسکی نقش عسگر و احمد آغدامسکی نقش گلچهره را بر عهده داشتند.